# 尼古拉·庫茲涅佐夫 (情報特工)

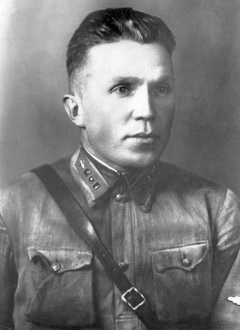
尼古拉·伊万诺维奇·库兹涅佐夫

尼古拉·伊万诺维奇·库兹涅佐夫（俄语： 1911年7月27日—1944年3月9日）苏联情报特工、游击队员，第二次世界大战期间于纳粹德国占领下的乌克兰（乌克兰总督辖区）以保罗·西伯特（Paul Siebert）的化名收集情报，能说一口流利的德语，并于1943年亲手杀死阿尔弗雷德·丰克（时任罗夫诺高等法院院长）等六位德国高官，牺牲后被追授苏联英雄称号。直到1990年，库兹涅佐夫才被承认为内务人民委员会特工，有关他的全部档案直到2025年才会公布。